# Пирамидата
Пирамидата (болг. Пирамидата) — село в Болгарии. Находится в Великотырновской области, входит в общину Велико-Тырново. Население составляет 2 человека.

## Политическая ситуация
Пирамидата подчиняется непосредственно общине и не имеет своего кмета.
Кмет (мэр) общины Велико-Тырново — Румен Рашев (независимый) по результатам выборов в правление общины.